# Erik A. Alftan
Erik Alfons Alftan, född 2 januari 1908 i Viborg, död 22 mars 1995 i Tammerfors, var en finländsk ingenjör och författare. Han var far till Robert Alftan.
Alftan, som var son till Alfons Alftan och Olga From, avlade studentexamen vid Nya svenska samskolan i Helsingfors 1926 och utexaminerades från Tekniska högskolan i Helsingfors 1931. Han var avdelningschef vid spinneriet vid Björneborgs Bomull Ab i Björneborg 1934–1944, vid Oy Finlayson-Forssa Ab i Forssa 1944–1945, teknisk ledare för Holma-Helsinglands Linspinneri och Väfveri AB i Sörforsa (Sverige) 1945–1950 och därefter teknisk chef för Oy Finlayson-Forssa Ab i Tammerfors. Han tjänstgjorde senare som FN-expert i utvecklingsländer i Afrika och Asien.